# Ghost Stories (film)
Pour les articles homonymes, voir Ghost Stories.
Pour plus de détails, voir Fiche technique et Distribution.
Ghost Stories est un film d'horreur britannique écrit et réalisé par Jeremy Dyson et Andy Nyman, sorti en 2018.

## Synopsis
Refusant de croire au surnaturel et à l'au-delà, le professeur Phillip Goodman présente une émission de télévision où il démasque les charlatans qui affirment être en contact avec le monde des morts. Un jour, un de ses collègues spécialisés dans le paranormal, le professeur Cameron, lui demande sur son lit de mort de rouvrir trois étranges affaires non classées, se déroulant dans le même village, qu’il n'a jamais élucidées. Alors qu'il accepte sa proposition malgré sa méfiance des superstitions, Goodman fait face à trois cas d'apparitions paranormales inexpliquées reliées entre elles par certains détails : un gardien de nuit, veuf depuis la mort de sa femme et qui a abandonné sa fille malade, est visité par le spectre d'une jeune fille qui travaillait dans un asile ; un adolescent pense avoir renversé le Diable dans les bois ; enfin, un financier est hanté par l'esprit de son enfant mort-né. Petit à petit, Goodman remet en questions ses croyances et se pense en danger...

## Fiche technique
- Titre original et français : Ghost Stories
- Réalisation et scénario : Jeremy Dyson et Andy Nyman
- Montage : Billy Sneddon
- Musique : Frank Ilfman
- Photographie : Ole Bratt Birkeland
- Production : Claire Jones et Robin Gutch
- Sociétés de production : Altitude Film Entertainment, Warp Films, Catalyst Global Media et Screen Yorkshire
- Société de distribution : Lionsgate
- Pays d'origine :  Royaume-Uni
- Langue originale : anglais
- Format : couleur
- Genre : Horreur et fantastique
- Durée : 98 minutes
- Dates de sortie : 
  -  Royaume-Uni : 
    - 5 octobre 2017 (Festival du film de Londres)
    - 6 avril 2018 (sortie nationale)

  -  France : 20 juin 2019 (DVD)

## Distribution
- Andy Nyman : Phillip Goodman
- Martin Freeman : Mike Priddle / le vieux docteur
- Paul Whitehouse : Tony Matthews / l'homme de ménage de l'hôpital
- Alex Lawther : Simon Rifkind / le jeune docteur
- Nicholas Burns : Mark Van Rhys
- Jill Halfpenny : Peggy Van Rhys
- Kobna Holdbrook-Smith : père Emery
- Daniel Hill :  Mr. Goodman
- Amy Doyle : Esther Goodman
- Ramzan Miah : le petit ami d'Esther
- Emily Carding : Maria Priddle
- Paul Warren : Woolly
- Leonard Byrne : Charles Cameron